# 海兵遠征旅団
海兵遠征旅団（かいへいえんせいりょだん、英語: Marine expeditionary brigade, MEB）は、アメリカ海兵隊の海兵空地任務部隊 (MAGTF) の一種。海兵遠征軍（MEF）と海兵遠征部隊（MEU）の中間的な規模で、典型的には准将を指揮官として、海兵連隊、航空群および後方支援部隊などで編成されている。

## 編制
MEBの指揮官としては通常は准将（場合により少将）が任ぜられる。人員は7,000名から15,000名程度とされており、下記のような部隊が構成要素となる。
指揮部隊 (CE) 
MEB司令部とともに、武装偵察部隊や無線大隊、また海軍建設工兵なども含まれることがある。
地上戦闘部隊 (GCE)  - 連隊上陸チーム（RLT）
標準的には1個の海兵連隊を基幹として、砲兵や工兵、軽装甲偵察、水陸両用など各種部隊の編入を受ける。
航空戦闘部隊 (ACE)  - 集成・増強海兵航空群（MAG）
標準的には1個の海兵航空群（MAG）を基幹として増強されており、中型ティルトローター機や大型ヘリコプター、攻撃ヘリコプターや固定翼攻撃機、輸送機・空中給油機を有する。なおMEBのACEは、MAGTFのACEとしての全能を発揮できる最小規模である。
兵站戦闘部隊 (LCE)  - 戦闘兵站連隊（CLR）
後方支援部隊であり、工兵・上陸支援や空中輸送、医療、歯科、整備、車両輸送などの能力を備える。海軍の揚陸艦と共同することで、MEBに対して30日間の継戦能力を提供する。

## 配備
MEBは、前方展開している特別目的海兵空地任務部隊（SPMAGTF）や海兵遠征部隊（MEU）の増援部隊として、大規模な危機や不測事態への対応を担う。ただし部隊規模が大きいため、例えばMEUは3隻の揚陸艦で展開可能なのに対し、MEBでは約20隻が必要であり、即応性が低くなっている。これを補うために活用されるのが海上事前集積船隊（MPS）であり、1個船隊で1個MEBが30日間戦闘できる装備と物資を積載している。
例えば砂漠の盾作戦では、海兵隊の戦闘部隊として最初に展開した第7MEBは、人員は航空機、装備・物資はMPSで輸送した。本作戦においては、最終的に、このように空輸とMPSを組み合わせる方式で更に1個MEBが展開したほか、揚陸艦で2個MEBが展開している。続く砂漠の嵐作戦においては、第4・5MEBは両用即応群として展開した第13MEUとともに洋上に展開して水陸両用作戦を担ったのに対し、第1・7MEBは編成を解かれて第1海兵遠征軍に編入され、地上作戦を担った。
このような活躍にもかかわらず、1992年にMEBは全て廃止されたものの、1999年から2000年にかけて、3個のMEFそれぞれに1個ずつのMEBが再編された。かつてのMEBは、少なくとも司令部部隊は常設されていたのに対し、この新生MEBはMEFに設けられていた前方展開部隊（MEF Forward）の名称を変更したもので、指揮官はMEFの副司令官が兼任し、必要に応じてMEFの隷下部隊からの配属を受けて編成されるものである。このようにMEBが急遽再編されたのは、当時アメリカ陸軍参謀総長に就任したばかりのエリック・シンセキ大将が打ち出していたミディアム旅団構想（後にストライカー旅団戦闘団として具体化）に対抗して、海兵隊にもMEUとMEFの中間的な規模の緊急展開部隊が存在することをアピールする狙いがあったともいわれている。

### 部隊一覧
- ：第1海兵遠征旅団（英語版）、カリフォルニア州サンディエゴ、キャンプ・ペンドルトン
- ：第2海兵遠征旅団（英語版）、ノースカロライナ州ジャクソンビル、キャンプ・レジューン
- ：第3海兵遠征旅団（英語版）、沖縄県うるま市、キャンプ・コートニー
- 第5海兵遠征旅団（英語版）、バーレーン (Naval Support Activity Bahrain)